# ملیکا شریفی‌نیا
ملیکا شریفی‌نیا (زادهٔ ۲۱ آبان ۱۳۶۵) بازیگر سینما، تلویزیون و مجری ایرانی است. وی فرزند آزیتا حاجیان و محمدرضا شریفی‌نیا و خواهر مهراوه شریفی‌نیا می‌باشد. او دانش‌آموختهٔ رشتهٔ گرافیک بوده و در زمینه‌های گرافیک، عکاسی، تصویرسازی کتاب و ساخت آثار حجمی فعالیت می‌کند. وی بازی در سینما را از سال ۱۳۷۰ با فیلمی به نام اوینار به کارگردانی شهرام اسدی شروع کرد.

## فیلم‌شناسی

### پویانمایی
- آخرین داستان

### سینمایی
- ۱۴۰۲- معجزه پروین- (محمدرضا ورزی)
- ۱۳۹۵ - خرگیوش - (مانی باغبانی)
- ۱۳۹۴- عشق نیکان[۱]- (فرناز امینی)
- ۱۳۹۳ - پانسیون دختران - (مریم ابراهیم‌وند)
- ۱۳۹۲ - اشباح - (داریوش مهرجویی)
- ۱۳۹۲ - خواب‌زده‌ها - (فریدون جیرانی)
- ۱۳۸۶ - دایره زنگی - (پریسا بخت‌آور)
- ۱۳۸۲ - مهمان مامان - (داریوش مهرجویی)
- ۱۳۷۸ - میکس - (داریوش مهرجویی)
- ۱۳۷۵ - ابر و آفتاب - (محمود کلاری)
- ۱۳۷۳ - آرایش مرگ - (افشین شرکت)
- ۱۳۷۳ - اشک و لبخند - (شاپور قریب)
- ۱۳۷۳ - پری - (داریوش مهرجویی)
- ۱۳۷۱ - دایان باخ - (فرهاد پوراعظم)
- ۱۳۷۰ - دیدار در استانبول - (افشین شرکت)
- ۱۳۷۰ - اوینار - (شهرام اسدی)

### مجموعه تلویزیون
- ۱۴۰۲ کودک شو مجری برنامه به کارگردانی رضا نصیری
- ۱۴۰۱ -نجلا ۲ - خیرالله تقیانی پور
- ۱۳۹۹ - نجلا - خیرالله تقیانی پور
- ۱۳۹۸ - کتونی زرنگی - علی ملاقلی پور
- ۱۳۹۷ - محله گل و بلبل ۳ - احمد درویشعلی پور
- ۱۳۹۶ - دلدادگان - منوچهر هادی
- ۱۳۹۵ - محله گل و بلبل ۲ - احمد درویشعلی پور
- ۱۳۹۴ - حالت خاص - افشین اربابی
- ۱۳۹۰- خانهٔ اجاره‌ای - شاهد احمدلو
- ۱۳۹۲ - خروس - (سعید آقاخانی)
- ۱۳۸۹ - نون و ریحون - (فرزاد مؤتمن)
- ۱۳۸۸ - آشپزباشی - (محمدرضا هنرمند)
- ۱۳۸۸ - شمس‌العماره - (سامان مقدم)
- ۱۳۷۹ - داستان‌های نوروز - (مرضیه برومند)
- ۱۳۷۷ - افسانه پوپک طلائی

### شبکه نمایش خانگی
- ۱۴۰۱ - مترجم -بهرام توکلی
- ۱۳۹۶ - بالشها -احمد درویشعلی پور
- ۱۴۰۲ - نیوکمپ -منوچهر هادی
- ۱۴۰۲ - شب‌های مافیا: زودیاک